# Sustancia química

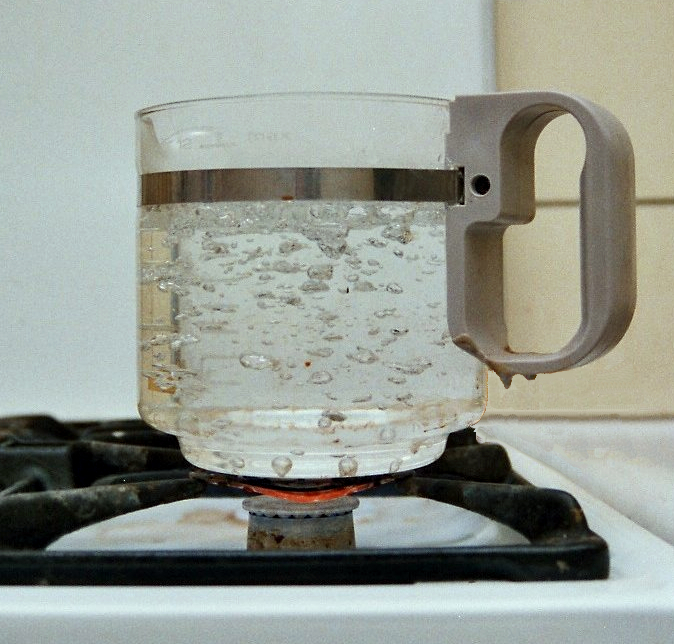
El agua y el vapor de agua son dos fases de una misma sustancia química: se diferencian en su estado de agregación (líquido y gas respectivamente).

Una sustancia o substancia química es una clase particular de materia homogénea cuya composición es fija y químicamente definida, por lo que los átomos que la forman solo pueden aparecer en proporciones fijas. Se compone por las siguientes entidades: moléculas, unidades formulares y átomos.
A veces, la palabra sustancia se emplea con un sentido más amplio, para referirse a la clase de materia de la que están formados los cuerpos, aunque por lo general, en química el empleo de la palabra sustancia está restringido al sentido dado por la primera definición.
Las sustancias se pueden diferenciar una de otra por su estado a la misma temperatura y presión, es decir, pueden ser sólidas, líquidas o gaseosas. También se pueden caracterizar por sus propiedades físicas, como la densidad, el punto de fusión, el punto de ebullición y solubilidad en diferentes disolventes. Además estas distintas propiedades son específicas, fijas y reproducibles a una temperatura y presión dada.
Una sustancia no puede separarse en otras por ningún medio físico. Estas sustancias pueden clasificarse en dos grupos: sustancias simples y sustancias compuestas o compuestos. Las sustancias simples están formadas por átomos de un mismo tipo, es decir de un mismo elemento, y los compuestos están formados por dos o más tipos de átomos diferentes.
Toda sustancia puede sufrir tres tipos de cambios: físicos, fisicoquímicos y químicos. En los cambios físicos no hay ninguna transformación química de las sustancias, solo de su forma, por ejemplo, comprimir un gas o romper un sólido. En los cambios fisicoquímicos tampoco hay una transformación química, sino solo cambios de agregación, por ejemplo, fundir un metal o disolver sal en agua. Por último, cuando se lleva a cabo un cambio químico, una sustancia se transforma en otra totalmente diferente, como por ejemplo oxidar un alambre metálico, o cuando reacciona un ácido con un álcali.

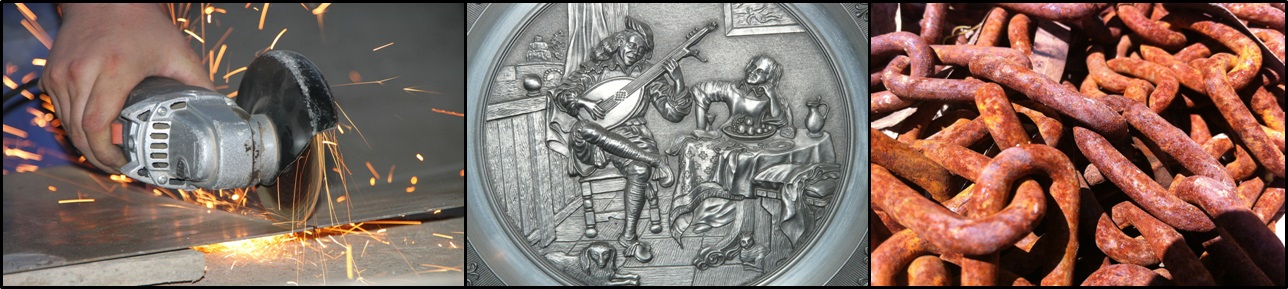
Aquí se muestran los cambios del hierro: físico cuando es cortado o fundido para darle una nueva forma y químico cuando se oxida.

## Definición
Una sustancia química bien puede definirse como "cualquier material con una composición química definida" en un libro de texto de química general introductoria. Según esta definición, una sustancia química puede ser un elemento químico puro o un compuesto químico puro. Pero hay excepciones a esta definición; una sustancia pura también puede definirse como una forma de materia que tiene una composición definida y propiedades distintas. El índice de sustancias químicas publicado por CAS también incluye varias aleaciones de composición incierta. Los compuestos no estequiométricos son un caso especial (en química inorgánica) que viola la ley de composición constante, y para ellos a veces es difícil trazar la línea divisoria entre una mezcla y un compuesto, como en el caso del hidruro de paladio. Se pueden encontrar definiciones más amplias de los productos químicos o de las sustancias químicas, por ejemplo "el término 'sustancia química' significa cualquier sustancia orgánica o inorgánica de una identidad molecular particular, incluyendo - (i) cualquier combinación de dichas sustancias que se produzca total o parcialmente como resultado de una reacción química o que se encuentre en la naturaleza".
En geología, las sustancias de composición uniforme se denominan minerales, mientras que las mezclas físicas (agregados) de varios minerales (sustancias diferentes) se definen como rocas. Muchos minerales, sin embargo, se disuelven mutuamente en solución sólida, de modo que una sola roca es una sustancia uniforme a pesar de ser una mezcla en términos estequiométricos. Los feldespatos son un ejemplo común: La anortoclasa es un silicato de aluminio alcalino, en el que el metal alcalino es indistintamente sodio o potasio.
En Derecho, las "sustancias químicas" pueden incluir tanto sustancias puras como mezclas con una composición o un proceso de fabricación definidos. Por ejemplo, el reglamento REACH de la UE define las "sustancias monoconstituyentes", las "sustancias multiconstituyentes" y las "sustancias de composición desconocida o variable". Las dos últimas consisten en múltiples sustancias químicas; sin embargo, su identidad puede establecerse mediante un análisis químico directo o por referencia a un único proceso de fabricación. Por ejemplo, el carbón vegetal es una mezcla extremadamente compleja, parcialmente polimérica, que puede definirse por su proceso de fabricación. Por lo tanto, aunque se desconoce la identidad química exacta, la identificación puede realizarse con una precisión suficiente. El índice CAS también incluye mezclas.
Los polímeros aparecen casi siempre como mezclas de moléculas de múltiples masas molares, cada una de las cuales podría considerarse una sustancia química independiente. Sin embargo, el polímero puede definirse por un precursor o reacción(es) conocidos y la distribución de masa molar. Por ejemplo, el polietileno es una mezcla de cadenas muy largas de unidades repetitivas -CH2-, y se vende generalmente en varias distribuciones de masa molar, LDPE, MDPE, HDPE y Polietileno de ultra alto peso molecular.

## Clasificación
Las sustancias se pueden clasificar en sustancia simple y sustancia compuesta. 
Se nombra sustancia simple a aquella sustancia formada por átomos y moléculas de un solo elemento químico. Por ejemplo el oxígeno diatómico {\displaystyle {\ce {O2}}} formado solamente por el elemento oxígeno o el Fullereno {\displaystyle {\ce {C60}}} formado solo por el elemento carbono.  
Se llama sustancia compuesto en el caso de que la sustancia este formado por elementos distintos. Ejemplo de ello puede ser el agua {\displaystyle {\ce {H2O}}} porque está formado por elementos como el hidrógeno y oxígeno, otro ejemplo es la glucosa {\displaystyle {\ce {C6H12O6}}} formada por carbono, hidrógeno y oxígeno.  

En ningún caso se debe confundir sustancia con mezcla, ya que la mezcla es una porción de materia que contiene dos a más sustancias, y puede ser heterogénea u homogénea. 

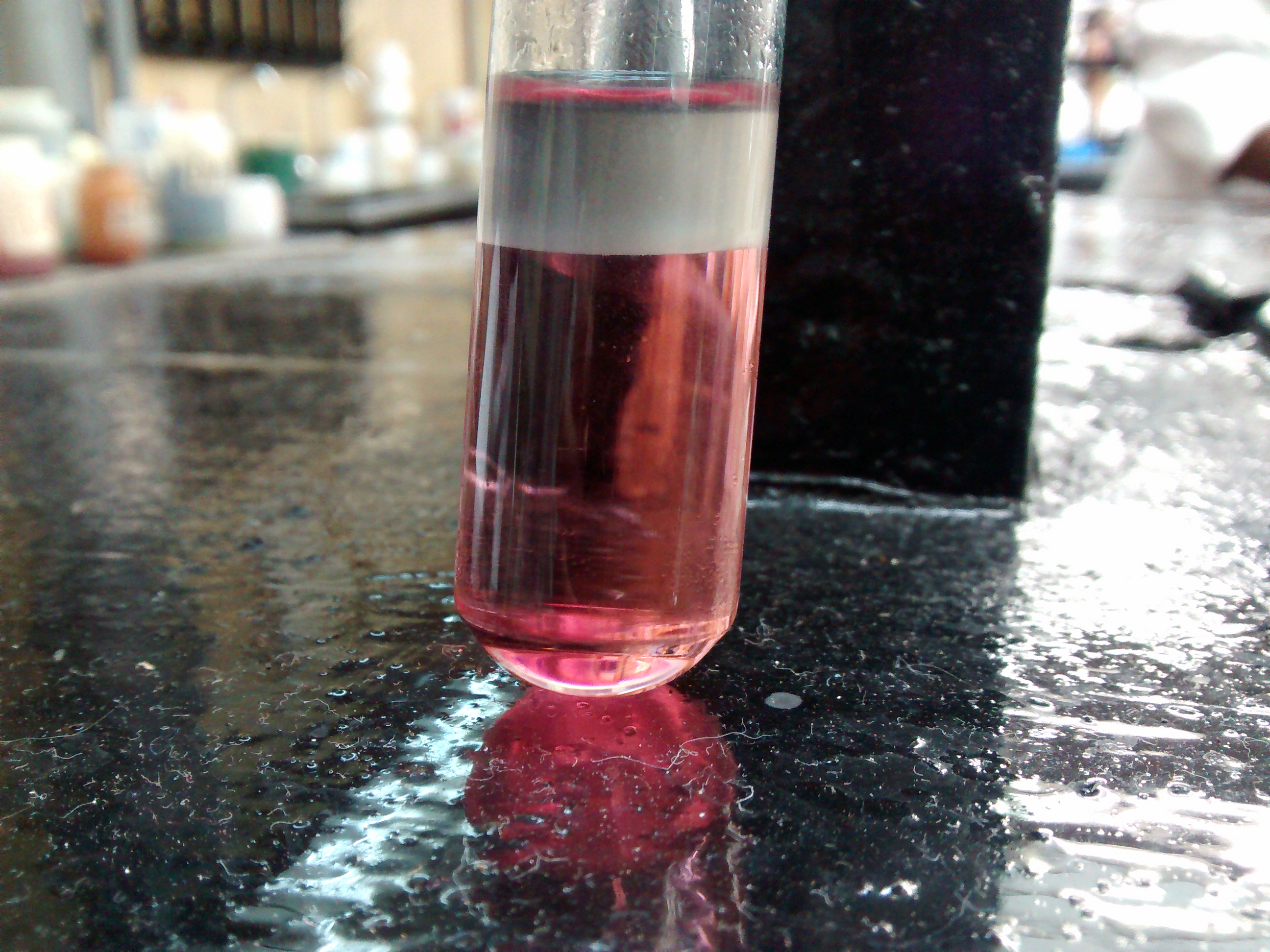
Mezcla heterogénea donde se distinguen dos fases.

## Historia

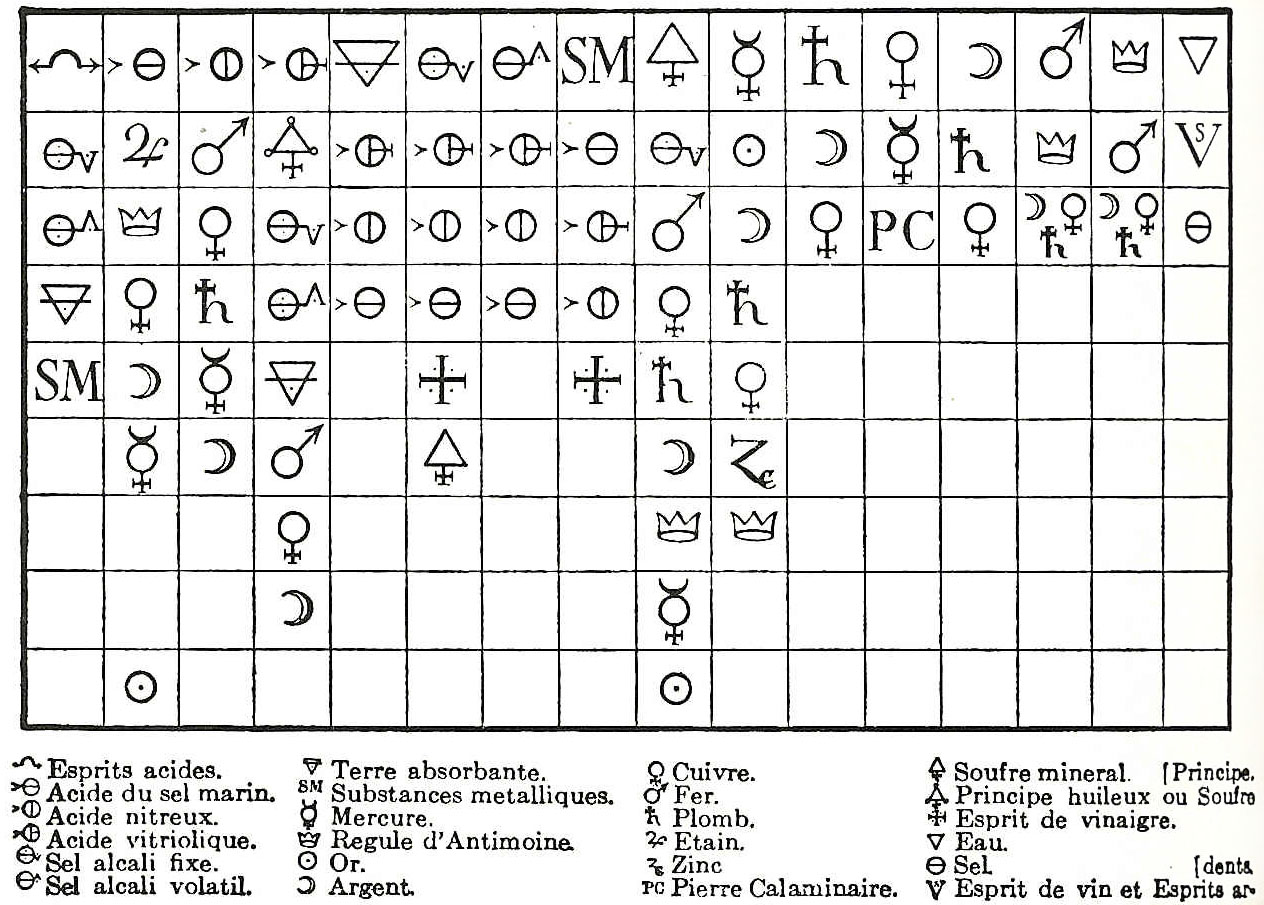
Tabla de afinidades de Geoffroy

Una de las primeras fue el modelo aristotélico-escolástico introducido por los filósofos griegos, en este estudio se discutían los constituyentes básicos de la materia propuestos por Empédocles: agua, aire, tierra y fuego, así como las cuatro cualidades que tenía la materia en relación con estos elementos: frío, caliente, mojado y seco.
Después Paracelso en el siglo XVI, generó el término pureza, este concepto estaba relacionado con la destilación y la distinción entre el caput mortuum o sustancias mezcladas, con los espíritus destilados refiriéndose a las sustancias sin impurezas.
La primera ocasión en la que el término sustancia fue presentado ante una audiencia científica ocurrió en 1718 cuando Étienne François Geoffroy  presentó la tabla de afinidades de las sustancias que sirvió como faro de la química durante todo el siglo XVIII.
El concepto de sustancia química se estableció a finales del siglo XVIII con los trabajos del químico Joseph Proust sobre la composición de algunos compuestos químicos puros tales como el carbonato cúprico. Proust dedujo que:

Todas las muestras de un compuesto tienen la misma composición; esto es, todas las muestras tienen las mismas proporciones, por masa, de los elementos presentes en el compuesto.

Esto se conoce como la ley de las proporciones definidas, y es una de las bases de la química moderna.
A principios del siglo XIX se dispuso de una representación microscópica general de las sustancias, en cualquier estado, y los cambios sustanciales en las reacciones químicas, tarea a la que contribuyó especialmente John Dalton.
Más tarde, con el avance de los métodos de síntesis química, especialmente en el ámbito de la química orgánica; el descubrimiento de muchos más elementos químicos y las nuevas técnicas en el ámbito de la química analítica utilizadas para el aislamiento y la purificación de elementos y compuestos de sustancias químicas que condujeron al establecimiento de la química moderna, el concepto se definió como se encuentra en la mayoría de los libros de texto de química. Sin embargo, existen algunas controversias con respecto a esta definición, principalmente porque es necesario indexar el gran número de sustancias químicas que aparecen en la literatura química.
El  isomerismo causó mucha consternación a los primeros investigadores, ya que los isómeros tienen exactamente la misma composición, pero difieren en la configuración (disposición) de los átomos. Por ejemplo, se especuló mucho sobre la identidad química del benceno, hasta que Friedrich August Kekulé describió la estructura correcta. Asimismo, la idea del  estereoisomerismo -que los átomos tienen una estructura tridimensional rígida y, por tanto, pueden formar isómeros que difieren sólo en su disposición tridimensional- fue otro paso crucial para comprender el concepto de sustancias químicas distintas. Por ejemplo, el ácido tartárico tiene tres isómeros distintos, un par de  diastereómeros con un diastereómero formando dos  enantiómeros.

## Elementos químicos

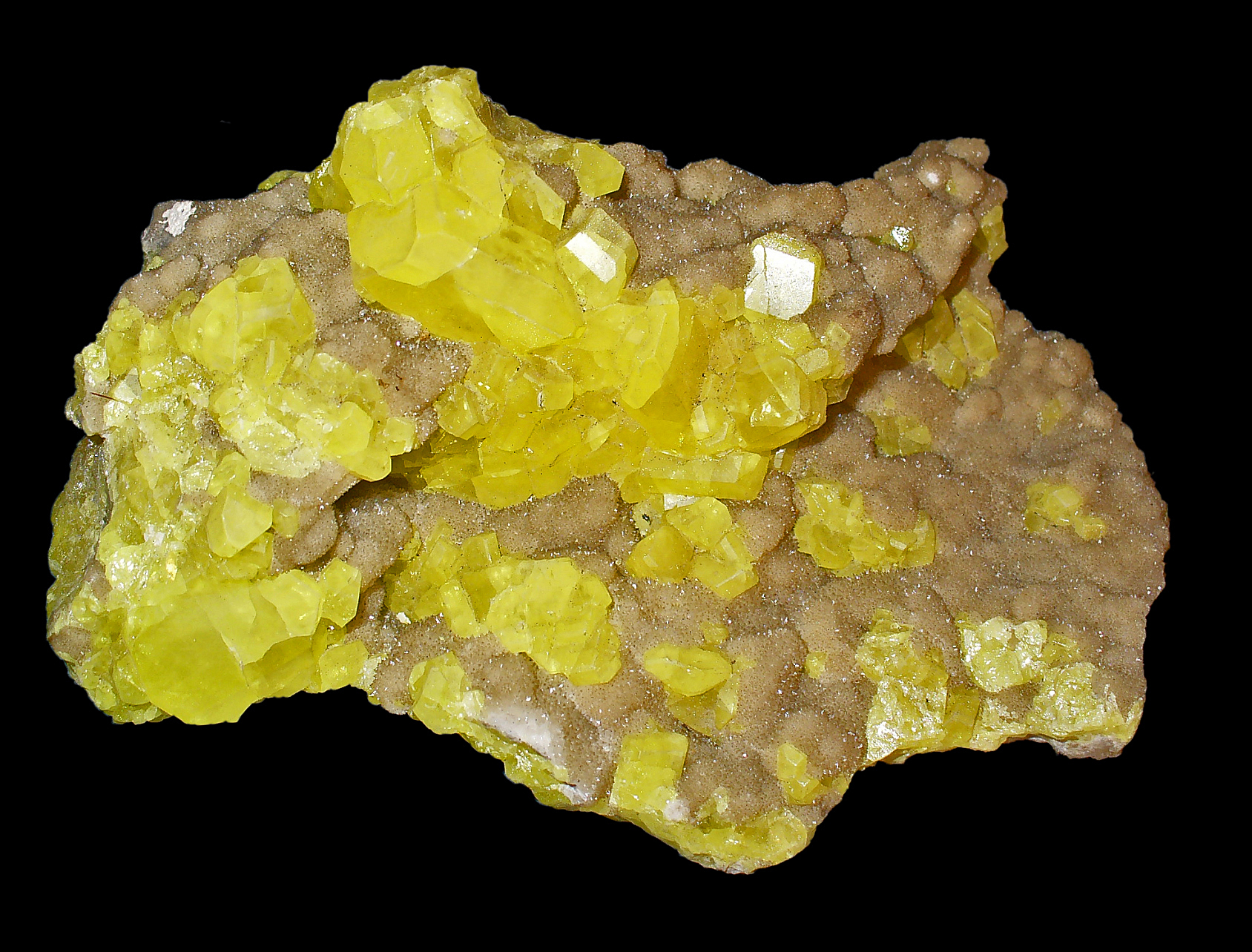
Cristales de azufre nativos. El azufre se encuentra de forma natural como azufre elemental, en sulfuro y sulfato minerales y en sulfuro de hidrógeno.

Un elemento es una sustancia química formada por un tipo particular de átomo y, por tanto, no puede descomponerse ni transformarse en otro elemento mediante una reacción química, aunque sí puede transmutarse en otro elemento mediante una reacción nuclear. Esto se debe a que todos los átomos de una muestra de un elemento tienen el mismo número de protones, aunque pueden ser diferentes isótopos, con distinto número de neutrones.
A fecha de 2019, se conocen 118 elementos, de los cuales unos 80 son estables, es decir, no cambian por desintegración radiactiva en otros elementos. Algunos elementos pueden presentarse como más de una sustancia química (alótropos). Por ejemplo, el oxígeno existe como oxígeno diatómico (O2) y como ozono (O3). La mayoría de los elementos se clasifican como metales. Se trata de elementos con un lustre característico, como el hierro, el cobre y el oro. Los metales suelen conducir bien la electricidad y el calor, y son malleables y dúctiles. Alrededor de 14 a 21 elementos, como el carbono, el nitrógeno y el oxígeno, se clasifican como no metales. Los no metales carecen de las propiedades metálicas descritas anteriormente, también tienen una alta electronegatividad y una tendencia a formar negativos. Ciertos elementos como el silicio a veces se parecen a los metales y a veces a los no metales, y se conocen como metaloides.